# Restrepia wageneri
Restrepia wageneri là một loài lan đặc hữu của tây bắc Venezuela.

## Hình ảnh

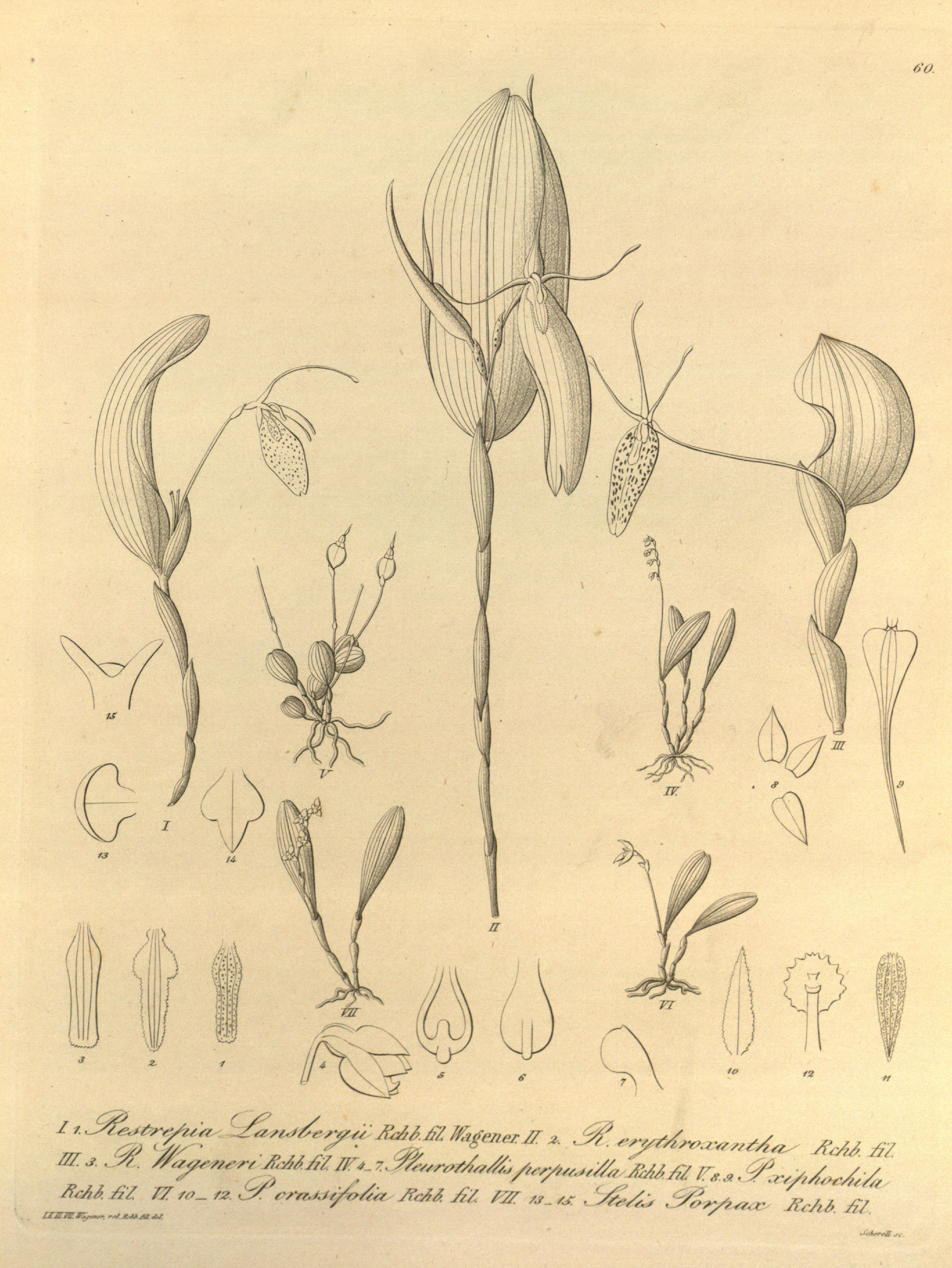